# Georg Erbkam
Georg Gustav Erbkam (né le 29 septembre 1811 à Glogau et mort le 3 février 1876 à Berlin) est un architecte et chercheur en bâtiment prussien qui a travaillé comme agent de construction prussien.

## Carrière d'architecte
Georg Gustav Erbkam est le plus jeune de quatre frères. Son père est un conseiller privé, sa mère une fille de l'aumônier en chef de la cour Sack. En 1815, le père est nommé à Berlin et la famille s'y installe. Il étudie au lycée Frédéric-Guillaume. Il lui est difficile d'apprendre les langues anciennes enseignées à l'école (latin, grec), mais il montre un talent pour le dessin. Alors, sur les conseils de son père, il décide de poursuivre une carrière d'architecte. Il fait d'abord un apprentissage d'arpenteur, qu'il termine par un examen en 1831. Tout en travaillant dans ce domaine, Erbkam suit également un cours de maître d'œuvre de deux ans et un cours d'inspecteur agricole d'un an à l'École royale générale de construction. Ses stages l'amènent à travailler sur des ouvrages hydrauliques dans le district de Francfort et à participer à des ouvrages agricoles sous la direction de l'urbaniste Langerhans. En 1836, Georg Erbkam passe l'examen préliminaire comme « constructeur de terrains et de routes », en 1837 comme « inspecteur de construction de terrain », en 1838 comme « inspecteur de génie hydraulique ». Après avoir soumis un projet bien accueilli pour un bâtiment universitaire comme thèse finale, il reçoit le titre d'« inspecteur des travaux agricoles » en juillet 1841.

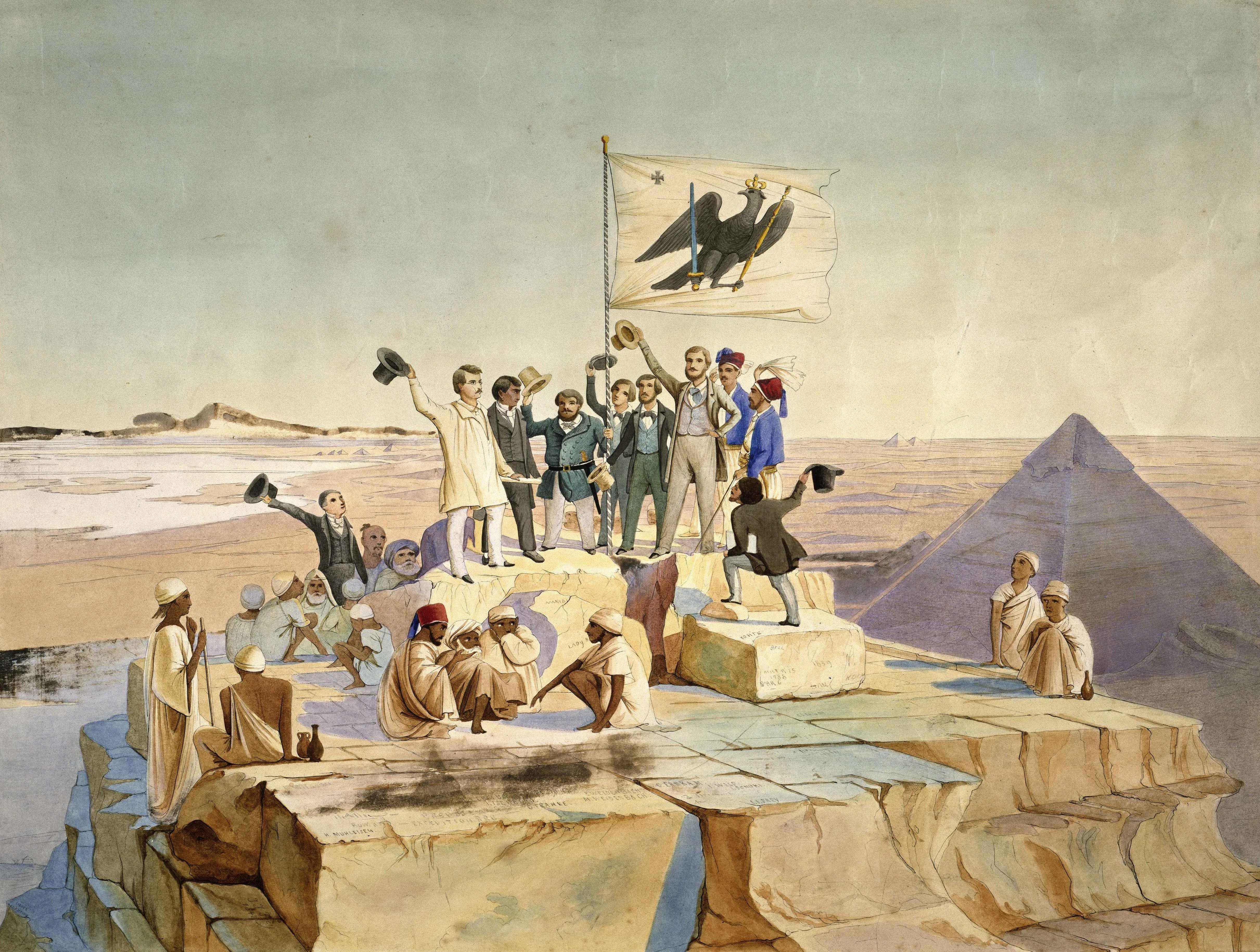
Johann Jakob Frey : l'expédition Lepsius hisse le drapeau prussien sur la pyramide de Khéops le 15 octobre 1842, l'anniversaire de Frédéric-Guillaume IV (Erbkam quatrième à partir de la droite)

## Expériences dans la recherche sur l'Antiquité en Égypte

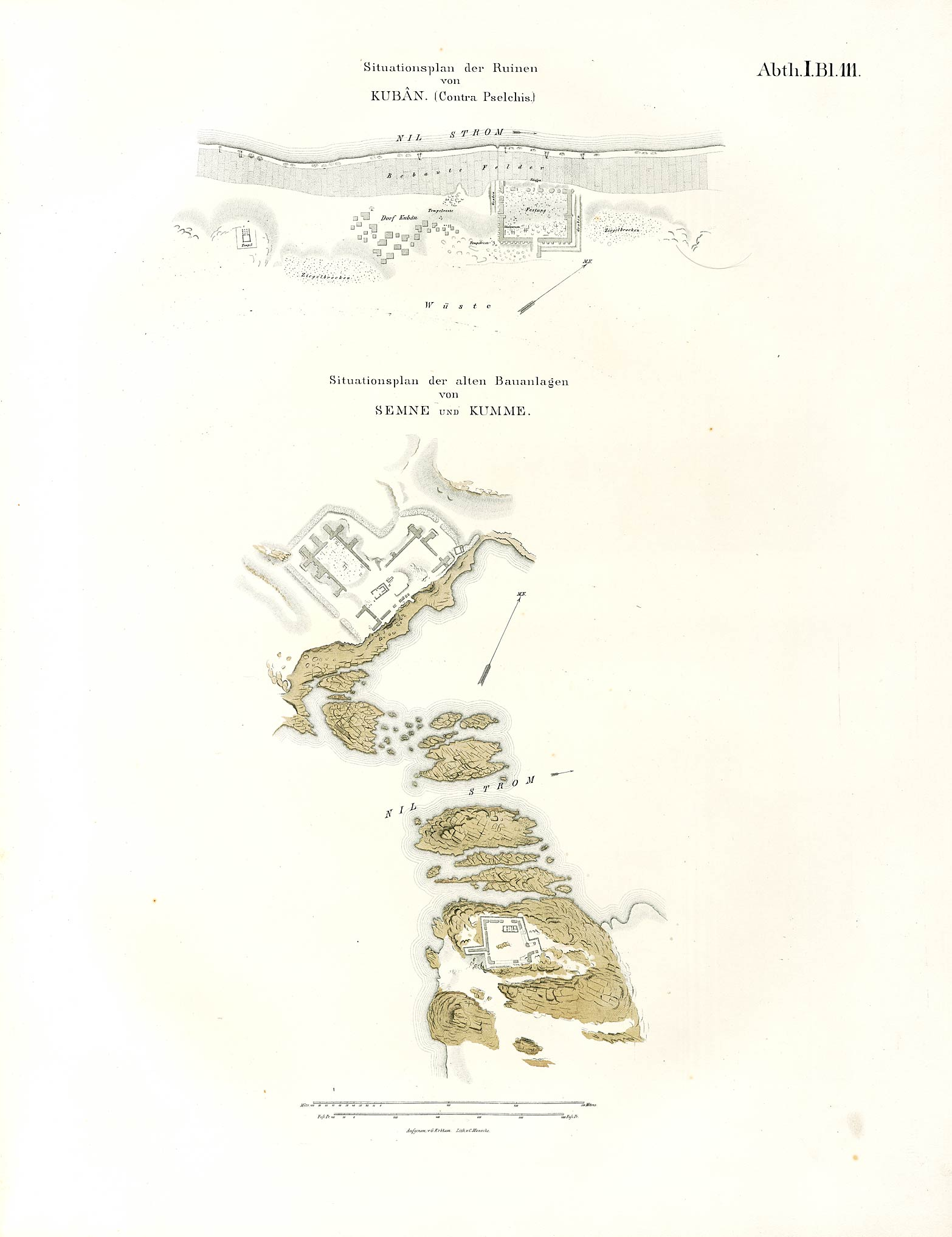
Erbkam : Enregistrement de Quban et Semna.

En 1842, Karl Richard Lepsius invite Erbkam à participer en tant qu'architecte et géomètre à une expédition en Égypte financée par l'État prussien. Il agit en tant qu'adjoint de Lepsius et porte la majeure partie de la responsabilité organisationnelle. Pendant l'expédition, il tient le journal dans lequel il consigne le déroulement des travaux, les conditions de vie mais aussi la situation personnelle des membres de l'expédition de 1842 à 1845. Ses photographies topographiques et ses plans pour les temples et les tombes établissent des normes pour le développement de la recherche sur les bâtiments historiques. Il dresse des plans pour les champs de pyramides à Memphis, la région d'Abou Rawash et d'Amarna et construit également des relevés des pyramides et des mastabas de Gizeh au Fayoum, ainsi que les tombes rupestres de Beni Hassan. Il arpente également les temples de Thèbes et de Karnak. L'enregistrement précis de l'architecture égyptienne antique dans son contexte paysager est en grande partie l'œuvre d'Erbkam. Il réalise 81 planches pour la publication des résultats dans Denkmäler aus Ägypten und Äthiopien (1849-1858).

## Activités et sélection de ses œuvres
Après son retour, Erbkam cherche un poste de professeur, mais est plutôt employé en 1846 comme maître d'œuvre dans l'administration centrale du bâtiment de l'État affiliée au ministère prussien du Commerce. Il y travaille avec l'architecte Friedrich August Stüler dans le département de construction d'églises. Il est nommé inspecteur des bâtiments pour la construction d'églises et réalise la construction de l'église de la Georgengemeinde (1853) et de l'église Saint-Marc (de) (1848 à 1855) à Berlin. En 1851, il reprend la rédaction du Zeitschrift für Bauwesen, en 1860 il devient secrétaire de l'association pour l'art religieux de l'église évangélique (de). Sa propre maison dans la Eichhornstraße, la chapelle du Golgotha (de) dans la Borsigstraße, l'église de Glienicke/Nordbahn (de) et, en 1867, l'église évangélique d'Alexandrie sont construites selon ses propres plans. De 1865 jusqu'à sa mort, avec Johann Heinrich Strack, il construit la Galerie nationale d'après les plans de Stüler. Peu de temps avant sa mort, il est nommé conseiller privé.

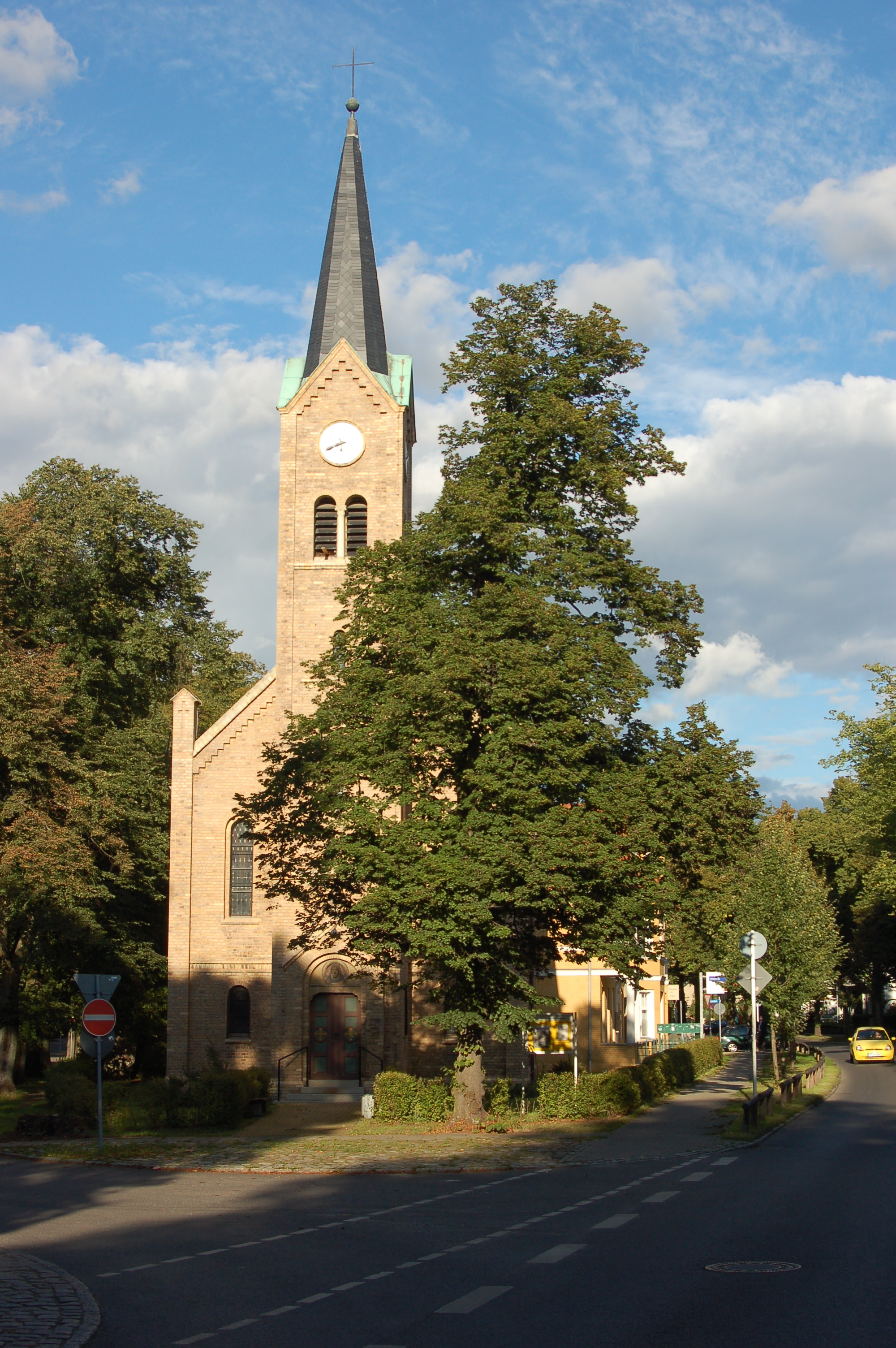
Église du village de Glienicke/Nordbahn
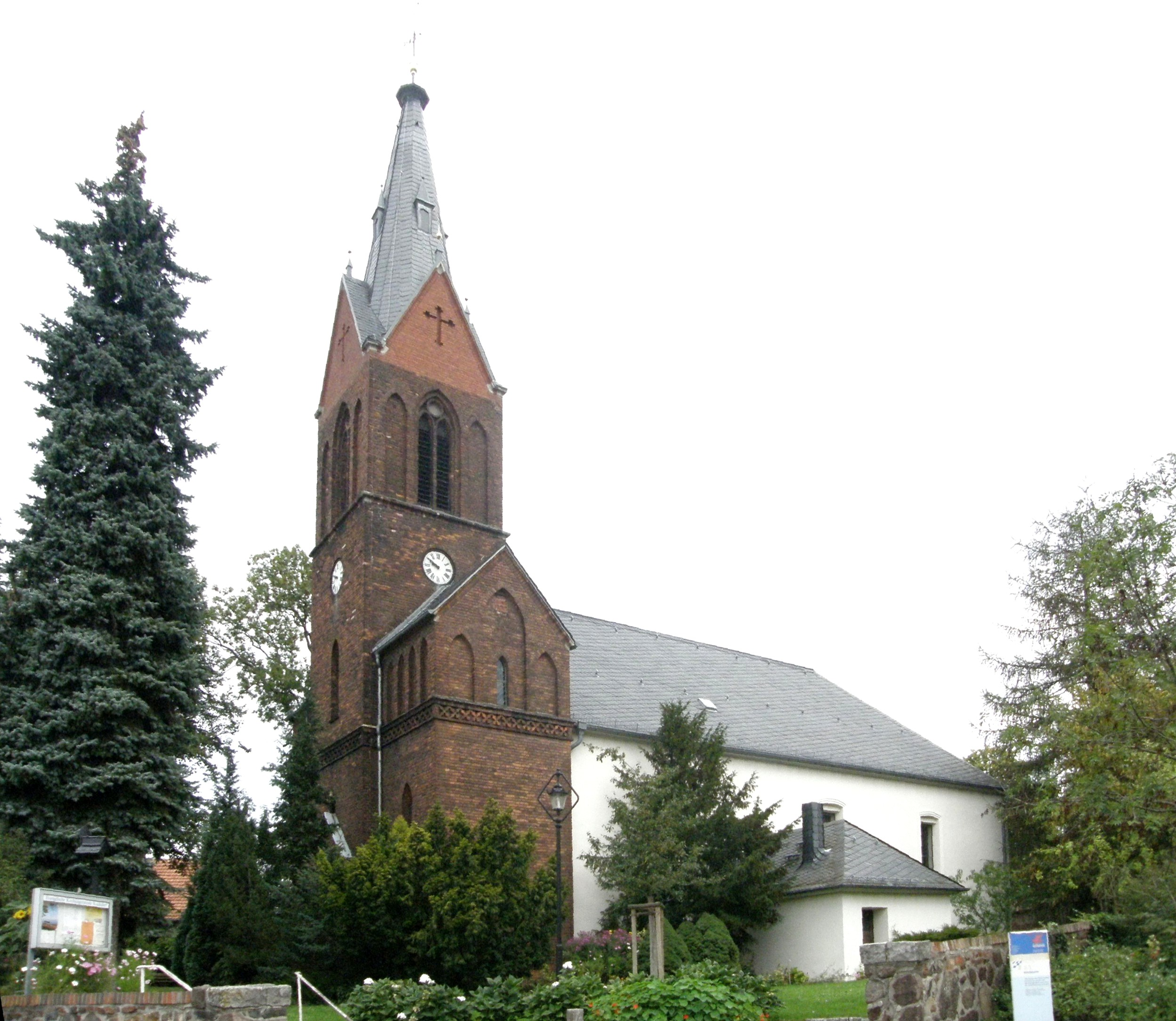
Clocher de l'église du village de Kaulsdorf (de)
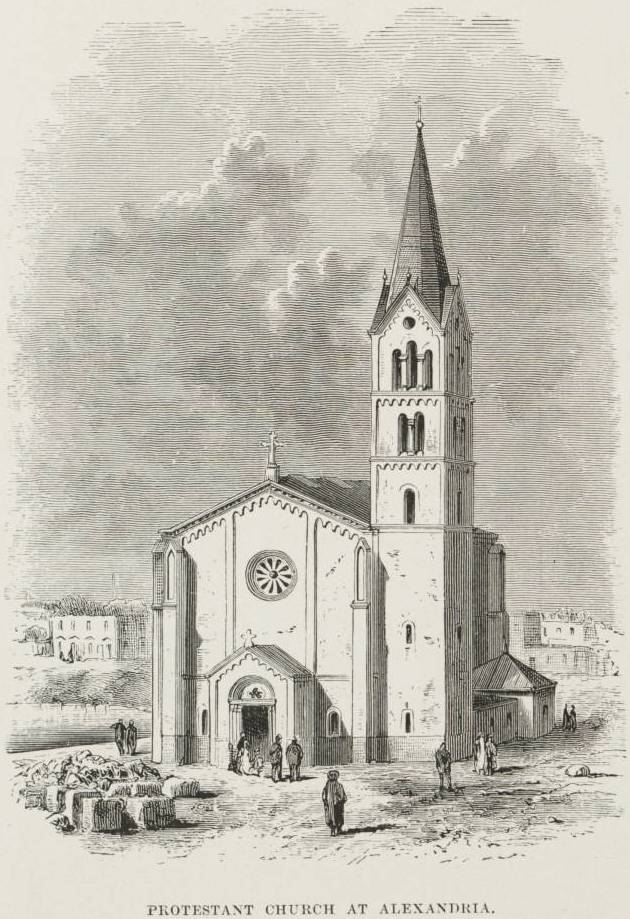
Église évangélique d'Alexandrie (dans une représentation de 1878)
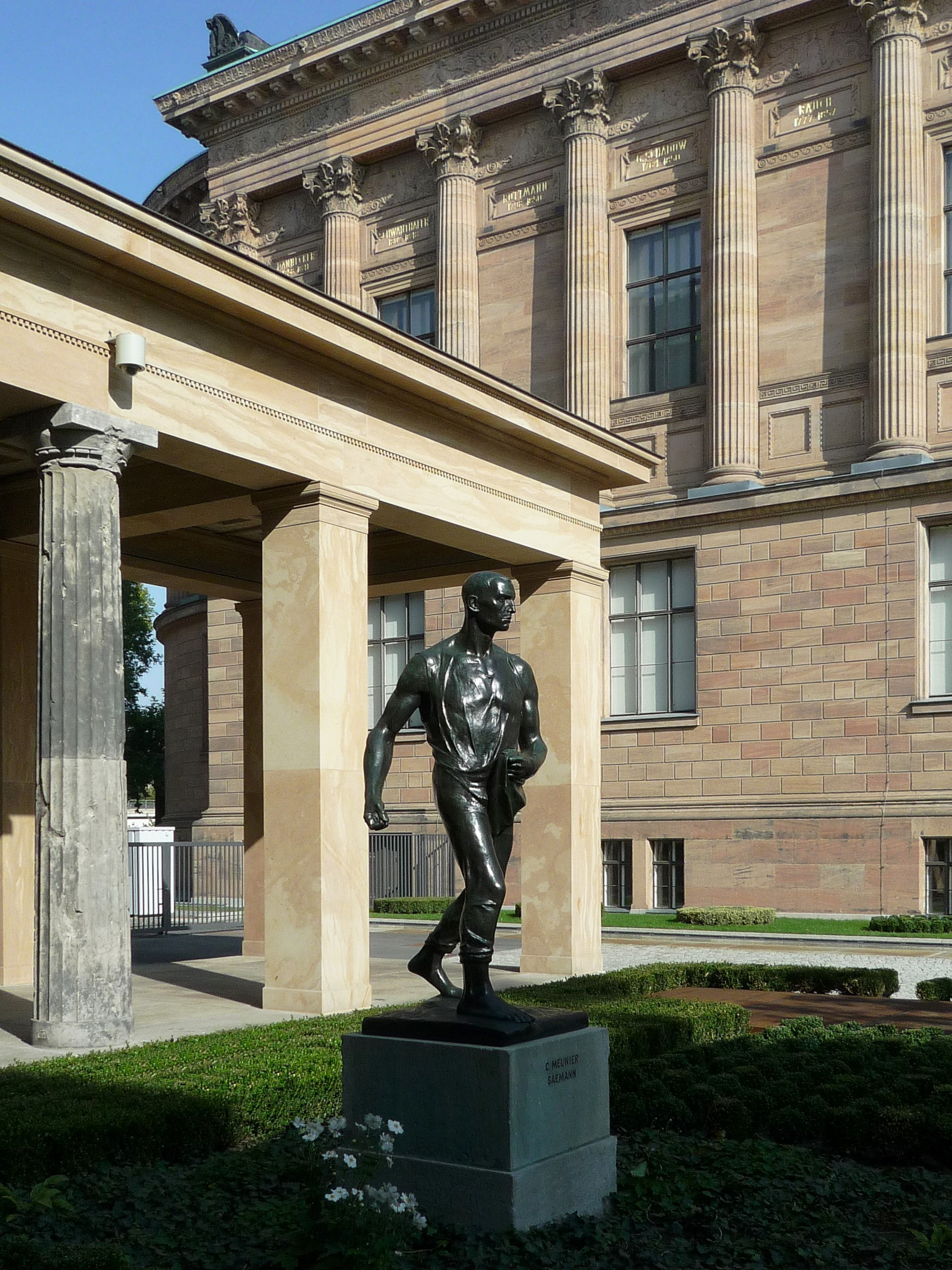
Cour de la Colonnade (de) et Galerie nationale